# 東松ケ丘
東松ケ丘（ひがしまつがおか）は、奈良県生駒市の町名。住居表示実施済み。郵便番号は630-0244。

## 地理
生駒市中部に位置し、西に西松ケ丘、南に北新町、谷田町、東から北にかけ俵口町と接している。

### 河川
- 竜田川

## 歴史
生駒町の谷田と俵口に属したこの地域では、十五年戦争の激しくなる昭和16年（1941年）頃から、大阪を中心とした都市疎開者が急増した。
松林が多く浅い丘陵からなるこの場所は、地質的にも住宅地に向いており、近鉄生駒駅が近く交通の便もいいことから、住宅が急激に増えていく。戦後、松ケ丘自治区が俵口から独立したが、昭和36年（1961年）には西松ケ丘自治区が分離して東松ケ丘と西松ケ丘へと分かれ、昭和43年（1968年）になると住居表示が施行された。
昭和30年（1955年）時点で松ケ丘の世帯数は112、人口は451だったが、昭和55年（1980年）の国勢調査では東松ケ丘525世帯1442人、西松ケ丘845世帯2161人となり、25年間で世帯数が12倍、人口は8倍となっていた。
また住宅の増加に伴い、西松ケ丘との間の松ケ丘通りには商店が並んでいき、東松ケ丘東部の県道沿いの商店とともに、商業地域としての発達が見られた。

### 沿革
- 1968年（昭和43年） - 生駒町谷田・俵口から分離し、生駒町東松ケ丘が成立[7]。
- 1971年（昭和46年） - 生駒市東松ケ丘となる[7]。

## 世帯数と人口
2020年（令和2年）10月1日現在の世帯数と人口は以下の通りである。
| 町丁     | 世帯数  | 人口    |
| -------- | ------- | ------- |
| 東松ケ丘 | 694世帯 | 1,346人 |

### 人口の変遷
国勢調査による人口の推移。
| 1995年（平成7年）  | 1,419人 | [ 8 ]  |  |
| 2000年（平成12年） | 1,473人 | [ 9 ]  |  |
| 2005年（平成17年） | 1,408人 | [ 10 ] |  |
| 2010年（平成22年） | 1,393人 | [ 11 ] |  |
| 2015年（平成27年） | 1,367人 | [ 12 ] |  |

### 世帯数の変遷
国勢調査による世帯数の推移。
| 1995年（平成7年）  | 575世帯 | [ 8 ]  |  |
| 2000年（平成12年） | 631世帯 | [ 9 ]  |  |
| 2005年（平成17年） | 611世帯 | [ 10 ] |  |
| 2010年（平成22年） | 657世帯 | [ 11 ] |  |
| 2015年（平成27年） | 652世帯 | [ 12 ] |  |

## 事業所
2016年（平成28年）現在の経済センサス調査による事業所数と従業員数は以下の通りである。
| 町丁     | 事業所数 | 従業員数 |
| -------- | -------- | -------- |
| 東松ケ丘 | 47事業所 | 256人    |

## 交通

### バス
- 奈良交通
  - 生駒台循環線
  - 北田原線
  - 上町生駒線
  - パークヒルズ田原線

### 道路
- 奈良県道142号生駒停車場宛木線

## 施設
- 生駒警察署